# 異国警固番役
異国警固番役（いこくけいごばんやく）とは、鎌倉時代後期、幕府が九州の御家人に課した軍役。
文永の役後、元の再襲来に備え強化された。

## 概要
守護に従い、一定期間（4番編成・3月勤番）、博多湾など元の襲来が危惧される沿岸を警備する軍役である。本来であれば九州に所領を持つ御家人がその任務にあたる性質のものであったが、後に弘安の役などを踏まえて東国・西国を問わずかつ公領や寺社本所領の荘官など鎌倉幕府との主従関係を有さない非御家人に対しても課された。彼らは、京都や鎌倉での大番役を免除された。しかし、御家人にとっては、負担が重いのには変わらなかった。更に異国警備番役の長期化に伴って、九州に所領を有していた九州以外の地方を本拠地とする御家人の中には現地に土着をしたり、本国もしくは九州における庶流の独立や本国側と九州側による家中分裂などを引き起こす例もあった（例:下総千葉氏と九州千葉氏の分立）。
なお、鎌倉幕府の滅亡後に室町幕府の鎮西探題の下で博多警固番役が設置されて、中国大陸で元が滅亡した後の15世紀初めまで継続されていたが、これを異国警固番役の改称（元・高麗に対する備え）とする説と南朝勢力対策で新設されたとする説の両説がある。
福岡市中央区の町名・警固はこれに由来する。